# Haplogrupa R1b
Haplogrupa R1b je haplogrupa zastupljena uglavnom u zapadnoj Europi te u određenim dijelovima Azije i Afrike. Nju posjeduje 8,5 % stanovnika Hrvatske i 2 % Hrvata iz BiH.

## Više informacija
- https://www.eupedia.com/europe/Haplogroup_R1b_Y-DNA.shtml
- http://bosnjackidnk.com/r1b-indoevropska-zapadna/